# 卡斯泰尼奥苏斯朗
卡斯泰尼奥苏斯朗（法語：Castaignos-Souslens）是法国朗德省的一个市镇，属于达克斯区（Dax）阿穆县（Amou）。该市镇总面积7.45平方公里，2009年时的人口为382人。

## 人口
卡斯泰尼奥苏斯朗人口变化图示